# Play with Fire
Play with Fire (englisch für „Spiel mit dem Feuer“) ist ein Lied des deutschen Singer-Songwriters Nico Santos. Das Stück ist die zweite Singleauskopplung aus Santos’ zweitem selbstbetitelten Studioalbum.

## Entstehung und Artwork
Play with Fire wurde von Nico Santos selbst, gemeinsam mit den Koautoren Benjamin Bistram (Biztram), Aaron Pfeiffer, Konstantin Scherer (Djorkaeff), Vincent Stein (Beatzarre) und Max Wolfgang geschrieben. Die Produktion erfolgte durch das deutsche Produzentenduo Beatzarre (Vincent Stein) und Djorkaeff (Konstantin Scherer). Ersterer der beiden zeichnete darüber hinaus für die Abmischung des Stücks verantwortlich. Das Mastering erfolgte durch Sterling Sound in Edgewater (New Jersey, USA), unter der Leitung von Randy Merrill. Santos sang das Lied ein, obwohl er am Tag der Aufnahmen unter 40 °C Fieber litt.
Auf dem Frontcover der Single ist lediglich – neben Künstlernamen und Liedtitel – Santos zu sehen. Er steht vom Betrachter aus gesehen seitlich nach rechts gedreht, mit dem Rücken zum Betrachter. Er trägt ein schwarzes T-Shirt, das gesamte Coverbild ist rötlich gehalten. Die Aufschrift des Interpreten und des Liedtitels ist zentriert in gelben Großbuchstaben angebracht.

## Veröffentlichung und Promotion
Die Erstveröffentlichung von Play with Fire erfolgte als Download und Streaming am 1. November 2019. Die Veröffentlichung erfolgte als Einzeltrack durch das Musiklabel Virgin Records, der Vertrieb erfolgte durch Universal Music Publishing. Verlegt wurde das Lied durch Budde Music, Edition Djorkaeff-Beatzarre, Edition Mort, den Fenslau Musikverlag, Fisherman Songs und Sony/ATV Music Publishing. Nach dem Play with Fire zunächst nur als Single veröffentlicht wurde, erschien es am 8. Mai 2020 auf Santos’ zweitem selbstbetitelten Studioalbum.
Um das Lied zu bewerben, erfolgte unter anderem ein Liveauftritt mit Play with Fire im ARD-Morgenmagazin sowie zur Hauptsendezeit in der ProSieben-Show Die! Herz! Schlag! Show!.

## Inhalt
Der Liedtext zu Play with Fire ist in englischer Sprache verfasst. Der Titel bedeutet ins Deutsche übersetzt so viel wie „Spiel mit dem Feuer“. Die Musik und der Text wurden gemeinsam von Benjamin „Biztram“ Bistram, Aaron Pfeiffer, Nico Santos, Konstantin „Djorkaeff“ Scherer, Vincent „Beatzarre“ Stein und Max Wolfgang geschrieben beziehungsweise komponiert. Musikalisch bewegt sich das Lied im Bereich des Urban-Pop. Das Tempo beträgt 83 Schläge pro Minute. Die Tonart ist f-Moll. Inhaltlich geht es in Play with Fire um eine toxische Beziehung, von der man niemals genug bekommt. Eine Liebe, von der man sich lieber fernhalten sollte, weil man ansonsten ernsthaft verletzt wird.
Aufgebaut ist das Lied auf zwei Strophen, einem Refrain sowie einer Bridge. Das Lied beginnt mit der ersten Strophe, an die sich zunächst ein sogenannter „Pre-Chorus“ anschließt, ehe der eigentliche Refrain folgt. Der Refrain klingt zunächst mit einem „Post-Chorus“ aus, bevor sich der gleiche Vorgang mit der zweiten Strophe wiederholt. Nach dem zweiten Refrain erfolgt eine kurze Bridge, ehe das Lied mit dem dritten und letzten Refrain endet.
| „I gotta get out. This is what you get when you fall in love. No one ever said how good it hurts. I tried it once but it’s once too much. You end up getting burned. I’m like the gasoline, you light the match. Ain’t no one else who can burn me like that. So I cross my heart, kill my desire. This is what you get when you play with fire.“ – Refrain, Originalauszug | „Ich muss raus. Das bekommt man, wenn man sich verliebt. Keiner hat jemals gesagt, wie gut es schmerzt. Ich habe es einmal versucht, doch das war einmal zu viel. Du wirst am Ende verbrannt. Ich bin wie Benzin, du zündest das Streichholz an. Niemand sonst kann mich so verbrennen. Also überquere ich mein Herz, töte mein Verlangen. Das bekommt man, wenn man mit dem Feuer spielt.“ – Refrain, Übersetzung |

## Musikvideo
Zu Play with Fire erfolgten zwei offizielle Videoveröffentlichungen. Zunächst feierte ein Lyrikvideo seine Premiere am 1. November 2019. Dieses zeigt, wie typischerweise für Lyrikvideos, immer die aktuell besungenen Liedzeilen. Die Darstellung erfolgt in gelben Großbuchstaben, vor einem roten Hintergrund. Hin und wieder ist am linken oder rechten Bildrand das Gesicht von Santos zu sehen. Das richtige Musikvideo zu Play with Fire feierte schließlich am 13. November 2019 seine Premiere. Einen ersten Screenshot veröffentlichte Santos am 28. Oktober 2019. Der Dreh hierzu zog sich über vier Tage. Es zeigt Santos, der von einer jungen Frau (gespielt von Eileen Heydorn) gefangen gehalten und gefoltert wird. Das Video endet mit Santos der Kopfüber, mit einem Strick an den Beinen gefesselt, von der Decke hängt. Die Gesamtlänge des Videos beträgt 3:46 Minuten. Regie führte, wie schon bei einigen Musikvideos von Santos zuvor, erneut der aus Wuppertal stammende Marvin Ströter. Bis August 2025 zählten beide Videos über 22,6 Millionen Aufrufe bei YouTube.

## Mitwirkende
| Liedproduktion - Benjamin Bistram: Komponist, Liedtexter - Randy Merrill: Mastering - Aaron Pfeiffer: Komponist, Liedtexter - Nico Santos: Komponist, Liedtexter - Konstantin Scherer: Komponist, Liedtexter, Musikproduzent - Vincent Stein: Abmischung, Komponist, Liedtexter, Musikproduzent - Max Wolfgang: Komponist, Liedtexter Musikvideo - Tim Eichel: Filmproduzent - Eileen Heydorn: Schauspieler - Nico Santos: Drehbuch, Koproduzent - Marvin Ströter: Beleuchter, Farbkorrektur, Filmeditor, Kameramann, Regisseur | Unternehmen - Budde Music: Verlag - Edition Djorkaeff-Beatzarre: Verlag - Edition Mort: Verlag - Fenslau Musikverlag: Verlag - Fisherman Songs: Verlag - Sony/ATV Music Publishing: Verlag - Sterling Sound: Mastering - Universal Music Publishing: Vertrieb - Virgin Records: Musiklabel - WEVAME Medienproduktion: Filmproduzent (Musikvideo) |

## Rezeption

### Charts und Chartplatzierungen
Play with Fire erreichte in Deutschland Rang 54 der Singlecharts und konnte sich insgesamt 13 Wochen in den Charts platzieren. In den deutschen Airplaycharts erreichte die Single Anfang 2020 für drei Wochen den zweiten Rang hinter Dua Lipas Don’t Start Now. Des Weiteren konnte sich Play with Fire mehrere Wochen in den deutschen iTunes-Tagesauswertungen platzieren und erreichte mit Rang zehn seine höchste Chartnotierung am 2. November 2019. In Österreich erreichte die Single in sechs Chartwochen mit Rang 59 seine höchste Chartnotierung und in der Schweiz in elf Chartwochen mit Rang 66. 2020 belegte Play with Fire Rang 35 der deutschen Airplay-Jahrescharts.
Für Santos als Interpret ist dies der siebte Charterfolg in den deutschen Singlecharts sowie der sechste in Österreich und der fünfte in der Schweiz. Zum vierten Mal nach Rooftop, Safe und Better platzierte sich eine Single von ihm gleichzeitig in allen D-A-CH-Staaten. Als Autor erreichte er hiermit bereits zum 20. Mal die Charts in Deutschland sowie zum 14. Mal in Österreich und zum elften Mal die Schweizer Hitparade. Während Beatzarre, Biztram und Djorkaeff schon mehrere Charterfolge in ihrer Autoren- und Produzententätigkeit im deutschsprachigen Raum feierten, erreichte Max Wolfgang mit Play with Fire zum zweiten Mal nach Now That I’ve Found You (Martin Garrix feat. John & Michel) die österreichischen Singlecharts sowie erstmals die Singlecharts in Deutschland und der Schweiz. Für Peiffer ist es in allen D-A-CH-Staaten die erste Autorenbeteiligung in den Charts.
| ChartsChartplatzierungen | Höchstplatzierung | Wochen |
| ------------------------ | ----------------- | ------ |
| Deutschland (GfK)        | 54 (13 Wo.)       | 13     |
| Österreich (Ö3)          | 59 (6 Wo.)        | 6      |
| Schweiz (IFPI)           | 66 (11 Wo.)       | 11     |

### Auszeichnungen für Musikverkäufe
2020 wurde Play with Fire in der Schweiz mit einer Goldenen Schallplatte für über 10.000 verkaufte Einheiten ausgezeichnet. Es ist die fünfte Singleveröffentlichung von Santos, die mindestens Gold-Status in der Schweiz erreichte. In Deutschland folgte ebenfalls eine Goldauszeichnung im Februar 2021. Hier ist es die sechste Single von Santos, die mindestens Gold-Status erreichte.

| Land/Region        | Auszeichnungen für Musikverkäufe (Land/Region, Auszeichnung, Verkäufe) | Verkäufe |
| ------------------ | ---------------------------------------------------------------------- | -------- |
| Deutschland (BVMI) | Gold                                                                   | 200.000  |
| Schweiz (IFPI)     | Gold                                                                   | 10.000   |
| Insgesamt          | 2× Gold ·                                                              | 210.000  |

## Coverversionen
2023 coverte Clueso das Lied im Rahmen der zehnten Staffel der VOX-Musiksendung Sing meinen Song – Das Tauschkonzert. Neben der Soloversion sang er das Lied auch im Duett mit Nico Santos. Beide Titel sind Teil des dazugehörigen Samplers.